# 大東学園高等学校
大東学園高等学校（だいとうがくえんこうとうがっこう）は、東京都世田谷区船橋七丁目にある私立高等学校。かつては女子高校で、2003年度から男女共学化した。

## 沿革
- 1932年（昭和7年）：クリュッペルハイム東星学園として世田谷区上野毛に設立。
- 1939年（昭和14年）：大東診療所を設立。
- 1942年（昭和17年）：大東学園高等女学校に改称
- 1948年（昭和23年）：学制改革により大東学園中学校・高等学校に改称。
- 1951年（昭和26年）：私立学校法に基づき、財団法人大東高等女学校から現在の「学校法人大東学園」に変更。
- 1960年（昭和35年）：第11回卒業生が校歌を寄贈。
- 1967年（昭和42年）：当時の財務担当理事による学校資産不正処理が判明し、裁判所より強制執行を受ける。
- 1968年（昭和43年）：財務担当理事が辞任。中学校舎が取り壊され学園に強制執行が下される。この一件は、テレビ局等のマスコミに大きく報道された。
- 1969年（昭和44年）：債権者と共闘会闘議長の交渉の元和解が成立し、東館（6教室）を確保。これにより、学園が再建を果たした。
- 1973年（昭和48年）：学園再建5周年記念として、山梨県大泉村に八ヶ岳山の家を建設（1996年に廃止）。
- 1981年（昭和56年）：現所在地（世田谷区船橋）に校地を移転。
- 1984年（昭和59年）：大東学園専門学校（現：世田谷福祉専門学校）を設立
- 1989年（平成元年）：学園再建20周年記念として「川崎グラウンド」を施工（1998年頃に廃止。現在の川崎フロンターレ麻生グラウンド）。
- 1991年（平成3年）：“三者の共同でつくる学校改革”を開始。
- 1995年（平成7年）：大東学園中学校を廃止。
- 1996年（平成8年）：週5日制の実施。性教育[1]、総合学習を開始。制服を改定。
- 1997年（平成9年）：11月から2年生の沖縄修学旅行が始まる。
- 1998年（平成10年）：ニュージーランド海外体験研修旅行・公開研究会を開始。
- 2000年（平成12年）：二者協議会が発足。
- 2001年（平成13年）：福祉コースを設置。
- 2003年（平成15年）：男女共学化[1]。三者協議会が発足。
- 2010年（平成22年）：沖縄修学旅行で民泊を実施。
- 2015年（平成27年）：地域交流懇談会を開始。
- 2016年（平成28年）：制服リニューアル実施。
- 2021年（令和3年）：ICT端末を導入（1年）。
- 2022年（令和4年）：創立90周年。
- 2023年（令和5年）
  - 3月：コース別での募集（普通コース・福祉コース）を停止して普通科へ一本化。また、これまでの選択科目を「フィールド別選択授業」へと改定[2]。
  - 10月：和光大学と高大連携に関する協定を締結。[3]。
- 2025年（令和7年）
  - 3月：白梅学園大学と高大連携に関する協定を締結。[4]。

## 建学の精神
- 人間の尊厳を大切にする
- 「三者協議会」で生徒・保護者・教職員が協同して、よりよい学校づくりを目指す。
- 「人間の尊厳を大切にする」という教育目標のもと、生徒一人一人を大切にする教育、生徒が主役の学校づくりが進められている。[5]

## 部活動

### 運動系
- 空手道
- 卓球
- 弓道
- ダンス
- K-POP copy dance
- バスケットボール（男子・女子）
- 剣道
- バドミントン
- 硬式テニス
- バレーボール（男子・女子）
- 硬式野球
- Boy's Hip Hop
- サッカー（男子）
- 陸上
- ワンダーフォーゲル

### 文化系
- アニメーション
- コンピュータ検定
- 囲碁将棋
- 茶道（裏千家）
- 映画研究
- 社会問題研究
- 園芸
- 写真
- 演劇
- 吹奏楽
- ギター
- 聖書研究
- 軽音楽
- 調理
- コーラス
- 美術
- 国際交流
- 百人一首
- ものづくり研究所

### かつて存在した運動系
- 器械体操
- サッカー（女子校時代）
- ハンドボール
- 水泳
- スキー（女子校時代）
- ゴルフ（女子校時代）
- トライアスロン（女子校時代）
- ソフトボール（女子校時代。共学化に伴い硬式野球部に改名）
- 創作ダンス（女子校時代。共学化後にダンス部に改名）
- 駅伝（女子校時代）

### かつて存在した文化系
- コンピューター（女子校時代 現在はコンピューター検定部）
- 英語（女子校時代）
- 生活造形（女子校時代）
- 地理
- ポップスバンド（女子校時代）
- ボランティア
- 華道（女子校時代）
- 茶道（表千家）
- 文学探検
- 中国語
- つり
- 化学（女子校時代）
- 現代社会（女子校時代）
- 考古学（女子校時代）
- 書道（女子校時代）
- 社会（女子校時代）
- 生物（女子校時代）
- 箏曲（女子校時代）
- 東洋史（女子校時代）
- 婦人問題研究（女子校時代）
- ペン習字（女子校時代）
- 民族舞踊（女子校時代）
- 落語研究（女子校時代）

## 交通

### 電車
- 京王線 八幡山駅 徒歩20分
- 小田急線 千歳船橋駅 徒歩22分

### バス
- 京王バス 八01・小田急バス 歳25「大東学園」下車 徒歩3分
- 京王バス・小田急バス 経02「希望ヶ丘団地」下車 徒歩6分
- 小田急バス 経01「宝性寺」下車 徒歩5分

## 著名な出身者
- 松島トモ子：女優
- 真木洋子：女優
- 渥美マリ（中退）：元女優
- 安西マリア：歌手
- 中森明菜：歌手。デビューの際に明治大学附属中野高等学校へ転校[6]。
- 飯島直子：女優
- 大西結花：女優。東京都立代々木高等学校からの編入。
- 湯原麻利絵：タレント
- 鷲見麻有：東レ水着キャンペーンガール
- 安倍麻美：元タレント。北海道の高校から編入し1年遅れて卒業した。
- 鈴木那奈：元Ranzuki専属モデル。現グラビアアイドル。
- 森下加奈：元ピチレモン専属モデル。現グラビアアイドル。
- MALIA：モデル。在学中に不登校となり、カナダへ留学。
- 三遊亭楽㐂：元落語家
- 二本柳俊衣：女優
- 凰羽みらい：元宝塚歌劇団の星組の男役。ミス日本コンテスト2019にて「みどりの女神」に選出。2年生時に宝塚音楽学校に転学。本名は藤本 麗華。
- ☆イニ☆：YouTuber。スカイピース。
- 野咲美優：モデル。インフルエンサー。
- 近藤藍月:元ニコプチとnicola専属モデル。
- 足川結珠:元nicola専属モデル。